# Julien Torma
Pour les articles homonymes, voir Torma (homonymie).
Julien Torma, né à Cambrai le 6 avril 1902, disparu dans le Tyrol le 17 février 1933, est un écrivain, dramaturge et poète français. Ami de Max Jacob, Robert Desnos et René Daumal, il fréquenta le groupe surréaliste sans jamais y adhérer, se sentant plus proche de la ’Pataphysique d'Alfred Jarry que du Surréalisme d'André Breton. Outre quelques ouvrages parus de son vivant, c'est le Collège de ’Pataphysique qui révéla ses œuvres et établit sa biographie de manière posthume.

## Biographie
Orphelin très jeune (son père meurt lorsqu'il a un an et sa mère lorsqu'il en a cinq), Julien Torma est élevé par son beau-père d'abord aux Batignolles puis à Pantin.
À 17 ans, il fait la connaissance de Max Jacob, qu'il appelle Mob Jacax, et qui l'encourage fortement dans la voie poétique. Un ami d'enfance, Jean Montmort, fait paraître en 1920 le premier recueil de poèmes de Torma, La Lampe Obscure, ouvrage qu'il renie très vite.
À cette époque, il commence la composition de sa pièce de théâtre Le Bétrou, qu'il remaniera régulièrement jusqu'à sa mort.
À partir de 1922 Torma travaille de nuit aux Halles de Paris comme commissionnaire, et le jour fréquente les milieux artistiques, se lie à René Crevel, Robert Desnos et Jean Vigo, tout en refusant d'appartenir à un groupe ou mouvement de l'époque.
Après son service militaire paraît son deuxième recueil, Le Grand Troche, en 1925, encore grâce à Jean Montmort. Vient ensuite la publication de sa pièce Coupures, sa rencontre avec René Daumal puis la sortie des Euphorismes, courts textes compilés par Jean Montmort qui paye même les frais d'impression. Torma semble déçu de cette publication qui sera la dernière de son vivant. Puis il part s'installer à Lille et continue d'écrire presque en cachette, sans plus montrer ses textes à personne. Dans plusieurs lettres il prétend même ne plus écrire.
En novembre 1932, sa santé se détériore, Montmort lui trouve un préceptorat au Tyrol mais Torma ne s'y rend pas, il va à Salzbourg, puis dans la montagne, à Vent. Le 17 février 1933, parti pour une excursion en solitaire, il ne rentre jamais à l'auberge et l'on ne retrouve nulle part sa trace. Cette disparition inexpliquée pourrait en réalité être un suicide masqué,. C'est à cette date du 23 gueule qu'est célébré l'Occultation de Saint Julien Torma euphoriste, dans le calendrier pataphysique. 

## Œuvres

### Publications anthumes
- La Lampe obscure : poèmes mystiques, Paris, Pérou, Librairie de l'enfance, 1920 (BNF 31480848)
- Le Grand Troche : sorites, Paris, Éditions Elaia, 1925, lire en ligne sur Gallica ; Texte en ligne sur Wikisource, Paris, Elaia, 1925, 81 p.   (Wikisource). Réédition Le Grand Troche : sorite  (présenté par Sylvain Goudemare et suivi d'une lettre de Julien Torma à Philippe Merlen, d'une chronologie et d'une bibliographie), Paris, Allia, 1988, 136 p. (ISBN 2904235140, lire en ligne)
- Coupures : tragédie en 9 tableaux, Paris, Éditions Éditions Pérou, Librairie de l'enfance, 1926, lire en ligne sur Gallica
- Euphorismes, Paris, impr. de E. Guiblin, 1926, lire en ligne sur Gallica ; réédition Paul Vermont, 1979.

### Publications posthumes
Les textes posthumes de Torma ont tous été publiés par le Collège de ’Pataphysique au fil des séries de la revue Viridis Candela : Cahiers, Dossiers acénonètes, et autres publications internes.
- Lebordelamer, préface de Louis Barnier, Collège de ’Pataphysique, coll. « Haha », no 8, 1955, lire en ligne sur Gallica. Texte déjà publié dans le Dossier no 21.
- Premiers écrits de Julien Torma, Collège de ’Pataphysique, coll. « Haha », no 9, 1955.
- Le Bétrou, drame en 4 actes par Julien Torma, Collège de ’Pataphysique, 1955
- Porte Battante, Collège de ’Pataphysique, 1963
- Écrits définitivement incomplets, Paris, Collège de ’Pataphysique, 2003, 799 p. (BNF 40067458)

## Le mythe Torma
Julien Torma est enregistré par la Bibliothèque nationale de France comme « pseudonyme collectif » et « auteur fictif créé par le Collège de Pataphysique ». Si des ouvrages ont été publiés sous le nom de Julien Torma avant la création du Collège, les publications de ce dernier révèlent de nouvelles œuvres posthumes dès 1950 (premier numéro des Cahiers) et établissent sa biographie. C'est à partir de ce moment que des doutes ont émergé sur l'existence réelle de cet auteur. Michel Corvin en 1972 puis Jean Wirtz en 1996 rédigeront des ouvrages à ce sujet.
En 1991, un corps momifié est retrouvé dans le massif de l'Ötztal (où Torma a disparu), le Collège de ’Pataphysique alors qu'il s'agit de la dépouille de Torma.

### Éléments de doutes

#### Biographie
La biographie de Torma est connue par les seuls éléments fournis par le Collège de ’Pataphysique à partir du Cahier no 7. Né le 6 avril, cette date correspond, dans le calendrier pataphysique, au jour de l'invention de la ’Pataphysique. Or le registre de l'État Civil de Cambrai en 1902, ne mentionne pas la naissance de Torma. De plus, les circonstances de sa mort-disparition n'ont pu être confirmées. Les éléments biographiques s'appuient essentiellement sur la correspondance que Torma a entretenu avec Jean Montmort. Cependant les éléments qui pourraient attester de la réelle existence de ce dernier n'ont pu être vérifiés par Michel Corvin.

#### Enquête de Michel Corvin sur le corpus littérature tormaïen
« l'insistance avec laquelle le Collège attire l'attention sur Torma ne laisse pas d'être assez étrange »
Dans le cadre de son essai, Michel Corvin mène une partie de ses recherches sur le plan littéraire. Il divise l'ensemble des textes connus de Torma en deux groupes : ceux parus avant la seconde guerre mondiale et ceux publiés par le Collège de ’Pataphysique par la suite. Il explore les hypothèses de la création de Torma par une personne avant la seconde guerre mondiale (appelée « Pseudo-Torma 1 »), puis la poursuite du mythe par un autre individu lors de la création du Collège (appelé « Pseudo-Torma 2 »). À noter que le Pseudo-Torma 1 n'est pas nécessairement lié au Collège. Par ailleurs, si un seul des Pseudo-Torma devait avoir produit la totalité de l'œuvre, c'est le premier qui aurait poursuivi son œuvre dans l'après guerre. Son analyse des textes attribués à Torma par le Collège révèle des anachronismes et constate un appauvrissement de l'inventivité, montrant par là le talent moindre du second Pseudo-Torma vis-à-vis du premier.

Corvin analyse ensuite la personnalité de Torma telle qu'elle se manifeste dans ses écrits (qu'il résume en six traits caractéristiques) et la compare à certains auteurs pour tenter de déterminer lequel pourrait correspondre le mieux au profil. Cela le conduit à écarter Max Jacob et Robert Desnos. René Daumal correspond assez bien au profil, mais ne peut être retenu pour des motifs chronologiques et financiers. Enfin, Léon-Paul Fargue fait l'objet d'une longue analyse montrant une correspondance assez nette. Mais des zones d'ombres demeurent qui ne permettent pas à Corvin de statuer de façon définitive sur l'identité du ou des auteurs ayant participé à l'œuvre.
« La mystification n'est pas simplement un plaisir, mais une fin, la seule créatrice et la seule pure puisqu'elle établit l'équivalence de l'imaginaire et du réel et fonde son être sur un néant. La mystification vulgaire ne prend toute sa force qu'au moment de sa démystification, alors que pour Torma, loin de préparer le point de rupture et l'aveu de la plaisanterie, on ne fait au Collège qu'élever toujours davantage les murailles bâties sur le vide. »

#### Autres pistes
L'identité du ou des auteurs ayant participé à la construction de Julien Torma n'étant pas arrêtée, les diverses hypothèses émises par les chercheurs entrent parfois en contradiction. 
À l'occasion d'une nouvelle édition revue et augmentée du Théâtre dada et surréaliste, Henri Béhar présente l'œuvre dramatique de Torma comme « l'aboutissement de la dramaturgie dadaïste. » Proposant son manuscrit à Raymond Queneau, celui-ci est d'avis de retirer ce chapitre pour ne pas « nuire au sérieux de l'ensemble », et révoque les noms proposé par Béhar, à savoir Noël Arnaud, Eugène Ionesco, Jacques Prévert, Boris Vian et Queneau, lui-même ; noms qu'il avance sans source. Dans une lettre du 5 août 1975, Queneau répond à Béhar : « Je puis vous affirmer que je ne suis pour rien dans l'élaboration du personnage de Torma. Pas plus d'ailleurs que les autres auteurs que vous citez (à l'exception peut-être d'un seul). Torma n'est pas la création de simples Satrapes. Je n'en dirai pas plus. ».
Le numéro 34 du Bibliophile rémois publie en avril 1994 un article[Lequel ?] cherchant à démontrer que Max Jacob n’aurait jamais connu Torma, que l’ensemble de leur correspondance serait certainement fausse et sous-entend que Torma n’aurait jamais existé. Dans le numéro 36 de cette même revue, un autre article[Lequel ?] cite le témoignage d’André Salmon qui raconte avoir assisté à la rencontre de Jacob et Torma.
Après une enquête, Jean Wirtz a établi bon nombre de faits incontestables[Lesquels ?]. Selon lui, le caractère nébuleux de sa biographie serait un piège tendu à la postérité par l’auteur lui-même, qui aurait volontairement « laissé (ou fait) croire à sa propre inexistence »[réf. souhaitée].
Si des auteurs ont été soupçonnés de se cacher derrière la figure de Torma, d'autres ont pu laisser entendre qu'il s'agissait d'eux : Eugène Ionesco et Luc Étienne.
En 2000, l'hypothèse que les inédits posthumes auraient été fabriqués de manière collective est relancée par Jean-François Jeandillou dans son ouvrage Supercheries littéraires : La vie et l’œuvre des auteurs supposés.

### Le positionnement du Collège de ’Pataphysique
Le Collège de ’Pataphysique n'ignore pas les tentatives menées pour lever le voile sur la construction de la figure de Torma. Bien qu'il les démente publiquement, il se plaît à entretenir le mythe,, arguant que « Démolir Torma est facile ; le construire est plus difficile ».
Dans son article sur Julien Torma dans l'Encyclopédie Universalis, Noël Arnaud indique qu'« une pseudo-thèse parue chez l'éditeur Nizet […] vise à lui attribuer les productions secrètes de plusieurs auteurs célèbres et comporte en annexe de faux documents, du reste expertement fabriqués. ». L'accusation en faux n'est pas étayée par Arnaud qui conclut là son article. On notera que dans cette « pseudo-thèse », Michel Corvin, sur la base d'une « expertise d'un graphologue-conseil, expert près les tribunaux » affirme qu'« il est apparu que l'écriture [manuscrite] de Torma était tout d'abord une écriture déguisée et d'autre part n'émanait de nulle autre plume que de celle de Noël Arnaud. ». Cette expertise permet d'affirmer à tout le moins qu'Arnaud a fabriqué des documents manuscrits attribués à Torma, étant en cela complice de l'élaboration du mythe.